# 눈의 여왕 (2012년 영화)
눈의 여왕(Снежная королева)은 2012년 공개한 러시아의 애니메이션 영화이다. 안데르센의 눈의 여왕을 원작으로 한다.

## 같이 보기
- 눈의 여왕 (1957년 영화)